# Tittybong
Tittybong je lokalita na severozápadě státu Victoria v Austrálii, v hrabstvích Gannawarra a Buloke. Nachází se západně od Kerangu, východně od Calder Highway a jižně od Swan Hill, nejbližšího velkého města v okolí Tittybongu. Leží též 349 km od hlavního města Melboune a rozkládá se na ploše 50,77 kilometrů čtverečních. Při sčítání lidu z roku 2016 měl Tittybong 3 obyvatele. 

## Historie
Pošta Tittybong byla otevřena 1. ledna 1884 a uzavřena v roce 1968.